# Thoromacus
Il thoromacus (modernamente ribattezzato subarmalis) era una protezione usata dall'antico esercito romano per attutire gli effetti delle corazze sul corpo di chi le indossava.

## Storia
La descrizione di questo indumento/protezione è contenuta in un trattato risalente al tardo impero (IV secolo), il De rebus bellici, che lo descrive come un'utile invenzione degli antichi (perciò può esser fatto risalire a tempi anche di molto antecedenti rispetto al trattato stesso) realizzato in morbida lana innanzitutto per ridurre l'attrito causato dal peso di quella che lui chiama "lorica vel cliveanus" ossia le due categorie principali di corazza in uso all'esercito romano e poi per tenere caldi i combattenti.
Al fine di rendere impermeabile il thoromacus (in caso di pioggia si sarebbe inzuppato d'acqua diventando molto più pesante) il trattato aggiunge l'accorgimento di cucirvi assieme delle "pelli libiche" ben conciate permettendo così di immaginare il risultato come una specie di cappotto a maniche lunghe di pelle trapuntata e imbottita sul modello delle protezioni dei gladiatori o delle successive e maggiormente note protezioni medievali quali i gambesoni.